# Trine Birk Andersen
Trine Birk Andersen (født 20. juli 1974) er en dansk politiker for Socialdemokratiet som er regionsrådsmedlem i Region Sjælland. Andersen har været regionsrådsmedlem siden regionsrådsvalget 2017 og blev medlem af bestyrelsen for Danske Regioner i 2022.
Andersen er uddannet sygeplejeske fra Diakonissestiftelsens Sygeplejeskole i 2005 og har siden 2011 arbejdet indenfor børne og unge-psykiatrien i Region Sjælland. Hun bor i Tølløse og er gift og har 3 børn.